# Archangielsk (stacja kolejowa)
Archangielsk – stacja kolejowa w Archangielsku, w obwodzie archangielskim, w Rosji. Stacja posiada 2 perony.